# ساوت بانک
longitudeساوت بانکlatitudeساوت بانک
ساوت بانک (به انگلیسی: South Bank) یک ناحیه در لندن مرکزی است.
این ناحیه به دلیل قرارگیری در کنار رود تیمز از مناطق گردشگری مهم لندن محسوب میشود به همین دلیل ایستگاه‌های قطار ایستگاه واترلو، ایستگاه راه‌آهن چارینگ کراس و ایستگاه بلکفرایرز و همچنین ایستگاه متروی واترلو، ایستگاه متروی وست‌مینستر، ایستگاه متروی امبانکمنت، ایستگاه بلکفرایرز و ایستگاه متروی ساوت‌وارک در نزدیکی این منطقه قرار دارد.
چشم لندن و تئاتر سلطنتی ملی از مکان‌های گردشگری ناحیه ساوت بانک محسوب میشوند.

ساوت بانک در شب